# Hallomenus nipponicus
Hallomenus nipponicus is een keversoort uit de familie winterkevers (Tetratomidae). De wetenschappelijke naam van de soort werd in 1958 gepubliceerd door Nomura.